# Minute (droit civil)
Pour les articles homonymes, voir minute.
La minute, en droit français, belge, suisse et québécois, est l'original d'un acte authentique obligatoirement conservé par l'autorité qui le détient : greffe d'une juridiction dans le cas d'une décision de justice, notaire dans le cas d'un acte notarié.

## Étymologie
Le terme tient son origine du latin médiéval minuta (« partie menue ») signifiant résumé, note ou brouillon. On employait généralement une écriture fine. Ce terme a été repris en droit car, lorsque les jugements étaient écrits à la plume, l'original était rédigé dans une écriture fine, afin de limiter les problèmes d'archivage

## Minute d'une décision de justice
Dans le cas des décisions de justice, les copies de la minute sont appelées :
- copies certifiées conformes, authentifiées par le greffier ;

- copies certifiées conformes revêtues de la formule exécutoire, « grosse » (en procédure civile) ou « expédition » en (procédure administrative contentieuse), qui permet aux parties de requérir un commissaire de justice pour exécuter la décision ou de solliciter la personne intéressée pour qu'elle l'exécute.

## Minute d'un acte notarié
Dans le cas des actes notariés, la minute se différencie du brevet :
- l'original d'un acte reçu en minute (« acte en minute ») est conservé au sein de l'office du notaire. Ce dernier en assure la conservation et n'en délivre que des copies (copies simples, copies authentiques ou copies exécutoires). En France, l'obligation de conservation des minutes s'applique pendant 75 ans, depuis le décret no 2009-1124 du 17 septembre 2009. Après ce délai, les minutes de l'office du notaire sont obligatoirement remises aux archives départementales ;

- l'original de l'acte reçu en brevet (« acte en brevet ») n'est pas conservé par le notaire mais remis au client.